# Montrose (Dakota del Sud)
Montrose és una població dels Estats Units a l'estat de Dakota del Sud. Segons el cens del 2000 tenia 460 habitants.

## Demografia
Segons el cens del 2000, Montrose tenia 460 habitants, 195 habitatges, i 124 famílies. La densitat de població era de 433,2 habitants per km².
Dels 195 habitatges en un 26,7% hi vivien nens de menys de 18 anys, en un 53,8% hi vivien parelles casades, en un 6,2% dones solteres, i en un 35,9% no eren unitats familiars. En el 31,3% dels habitatges hi vivien persones soles el 17,4% de les quals corresponia a persones de 65 anys o més que vivien soles. El nombre mitjà de persones vivint en cada habitatge era de 2,36 i el nombre mitjà de persones que vivien en cada família era de 2,98.
Per edats la població es repartia de la següent manera: un 25% tenia menys de 18 anys, un 8,3% entre 18 i 24, un 28,9% entre 25 i 44, un 18,3% de 45 a 60 i un 19,6% 65 anys o més.
L'edat mediana era de 36 anys. Per cada 100 dones de 18 o més anys hi havia 88,5 homes.
La renda mediana per habitatge era de 31.250 $ i la renda mediana per família de 39.583 $. Els homes tenien una renda mediana de 30.385 $ mentre que les dones 19.886 $. La renda per capita de la població era de 15.233 $. Entorn del 3,5% de les famílies i l'11,8% de la població estaven per davall del llindar de pobresa.

## Poblacions més properes
El següent diagrama mostra les poblacions més properes.